# Cystopteris alpina
Cystopteris alpina is een varen uit de familie Cystopteridaceae. Het is een typische soort van het hooggebergte op kalkrijke bodems.

## Naamgeving en etymologie
Synoniemen:
- Cystopteris fragilis ssp. alpina (Lam.) Hartman
- Polypodium regium L.
- Cystopteris regia
- Polypodium alpinum Lam. (1779)

In andere talen
- Frans: Cystoptéris des Alpes
- Engels: Alpine bladder fern
- Duits: Alpen-Blasenfarn

De botanische naam Cystopteris is een samenstelling van Oudgrieks κύστις, kustis (blaas) en πτερίς, pteris (varen), wat slaat op de blaasvormige dekvliesjes waarmee de onrijpe sporenhoopjes bedekt zijn.
De soortaanduiding alpina betekent 'alpijns'.

## Kenmerken
Cystopteris alpina is een terrestrische varen met korte, lichtbruin geschubde, kruipende rizomen en in bundels geplaatste, gegroefde bladstelen, onderaan donker, naar boven toe groen- of geelgekleurd, met verspreid staande lichtbruine schubben. De bladen zijn langer dan de steel, eenvormig, de bladschijf tot 40 cm lang en 6 cm breed, langwerpig ovaal, tweemaal gedeeld, glad en lichtgroen gekleurd. De blaadjes zijn eveneens lang ovaal, de onderste blaadjes veel korter dan het tweede paar. De blaadjes van tweede orde zijn diep ingesneden.
De sporendoosjes liggen in ronde hoopjes langs in één rij tussen de nerven en de bladrand aan de onderzijde van het blad. Jonge sporenhoopjes worden afgedekt door lichtgekleurde, blaasvormige dekvliesjes.

## Habitat en verspreiding
Cystopteris alpina komt voor op kalksubstraten in het hooggebergte tot op 2.600 m, op beschutte plaatsen in spleten en tussen stenen op puinhellingen en kalksteenkliffen. Ze kan zeer koude wintertemperaturen, tot -40°, verdragen.
De soort komt voor in Europa van Noorwegen tot in de Alpen en de Pyreneeën en oostwaarts tot in de Kaukasus.

## Verwante en gelijkende soorten
Cystopteris alpina onderscheidt zich van de gewone blaasvaren (Cystopteris fragilis) door zijn smallere en fijner verdeelde blad, en vooral door zijn habitat - de blaasvaren komt zelden op open plaatsen voor. Cystopteris montana heeft een breder, nog fijner verdeeld, donkergroen blad.
De varen zou kunnen verward worden met de niet-verwante zwartsteel (Asplenium adiantum-nigrum), die echter forser is en langwerpige tot streepvormige sporenhoopjes bezit.